# Skuggorna runt Slussen
Skuggorna runt Slussen är ett musikalbum från 1997 med Claes Janson.

## Låtlista
1. Snuskige Affe (Anders Widmark) – 3:13
2. Varje morgon klockan nio (Anders Widmark/Hans Widmark) – 4:19
3. Skuggorna runt Slussen (Thomas Arnesen/Thomas Lindroth) – 4:11
4. Den där dagen (Anders Widmark/Erik Berg) – 3:42
5. Postludium (Anders Widmark) – 4:21
6. Har du kvar din röda cykel? (Anders Widmark/Hans Widmark) – 3:46
7. Herr Statsminister (Anders Widmark/Claes Janson/Lars Wittenmark) – 3:37
8. Roffes blues (Anders Widmark/Hans Widmark) – 4:08
9. Det går över (Bobby Charles/Hans Widmark) – 4:53
10. Sigrid och Isaac (Anders Widmark) – 4:06
11. Nära (Anders Widmark/Lars Longueville/Steve Dobrogosz) – 4:35

## Medverkande
- Claes Janson – sång
- Anders Widmark – piano, keyboard, arrangemang
- Johan Norberg – gitarr
- Thomas Arnesen – gitarr
- Jan Adefelt – bas
- Andreas Johansson – trummor
- Fredrik Gille – slagverk
- Pär Grebacken – sax, flöjter
- NOW Kammarorkester
- Mats Larsson – dirigent
- Hans Ek – orkesterarrangemang